# Salzburg-Umgebung (distrito)
| Distrito de Salzburg-Umgebung                                       |                                           |
| Estado                                                              | Salzburgo                                 |
| Capital                                                             | Seekirchen am Wallersee                   |
| Área                                                                | 1004,47 km²                               |
| População                                                           | 157.440 habitantes (1 de janeiro de 2023) |
| Densidade                                                           | 157 hab./km²                              |
| Website                                                             | Site oficial                              |
| Localização de Distrito de Salzburg-Umgebung no estado de Salzburgo |                                           |
|                                                                     |                                           |

Salzburg-Umgebung (em alemão: Bezirk Salzburg-Umgebung) é um distrito da Áustria, localizado no estado de Salzburgo. É o distrito que circunda a cidade de Salzburgo.

## Cidades e municípios

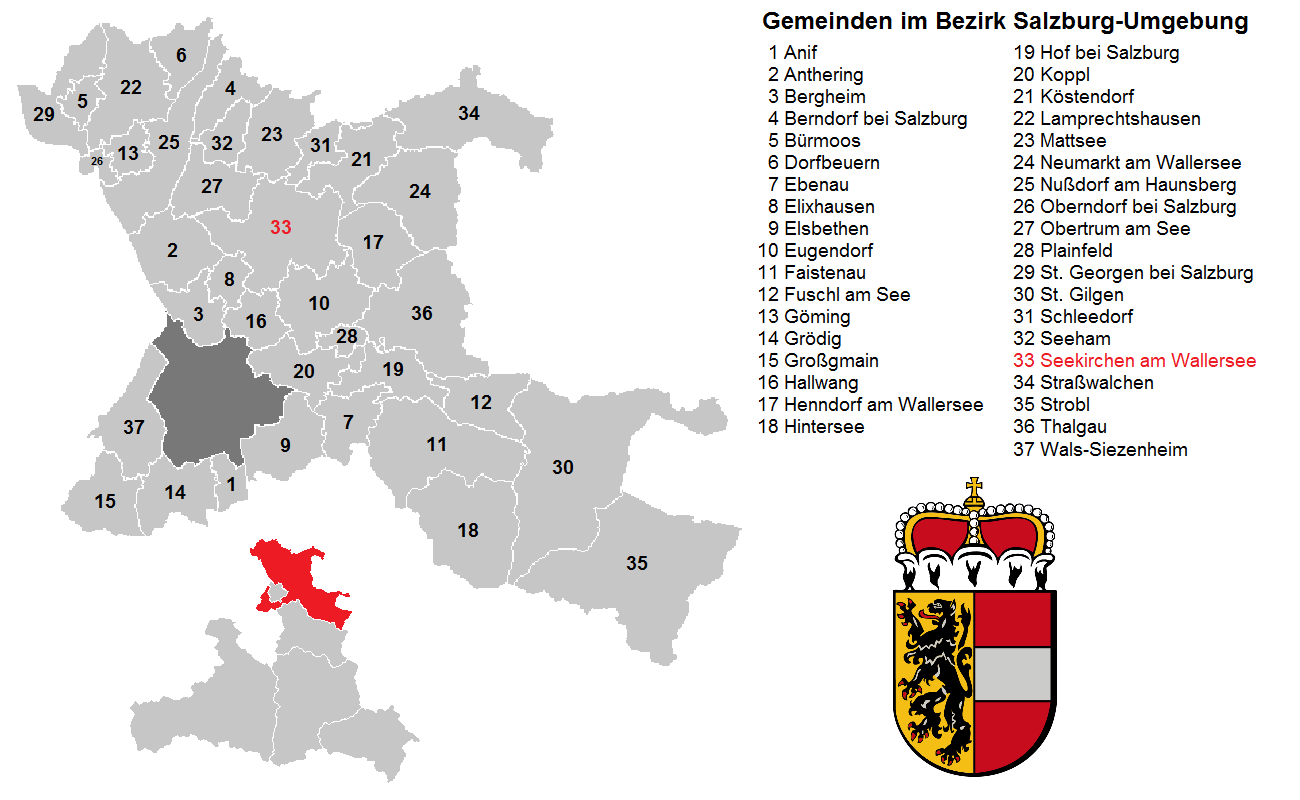
Salzburg-Umgebung

Salzburg-Umgebung possui 37 municípios, sendo 3 com estatuto de cidade, 6 com direito de mercado (Marktgemeinde) e o restante municípios comuns.

### Cidade
- Neumarkt am Wallersee
- Oberndorf bei Salzburg
- Seekirchen am Wallersee

### Mercados (Marktgemeinde)
- Eugendorf
- Grödig
- Mattsee
- Obertrum am See
- Straßwalchen
- Thalgau

### Municípios
- Anif
- Anthering
- Bergheim
- Berndorf bei Salzburg
- Bürmoos
- Dorfbeuern
- Ebenau
- Elixhausen
- Elsbethen
- Faistenau
- Fuschl am See
- Göming
- Großgmain
- Hallwang
- Henndorf am Wallersee
- Hintersee
- Hof bei Salzburg
- Koppl
- Köstendorf
- Lamprechtshausen
- Nußdorf am Haunsberg
- Plainfeld
- St. Georgen bei Salzburg
- St. Gilgen
- Schleedorf
- Seeham
- Strobl
- Wals-Siezenheim